# Eko Eko Azarak II - Birth of the Wizard
Eko Eko Azarak II - Birth of the Wizard (エコエコアザラクII -BIRTH OF THE WIZARD-?, Eko eko azaraku II) è un film del 1996 diretto da Shimako Satō, tratto dal manga Eko Eko Azarak, scritto e disegnato da Shinichi Koga tra il 1975 e il 1979. È il prequel di Eko Eko Azarak: Wizard of Darkness, diretto da Shimako Sato nel 1995, e il secondo lungometraggio della serie Eko Eko Azarak.

## Trama
Giappone, tredicesimo anno dell'Era Meiji (1880): una donna compie una strage in un villaggio e scompare nel nulla, lasciando gli storici perplessi sul motivo della strage.
Giappone, settimo anno dell'Era Heisei (1996): un archeologo e la sua assistente trovano dei cadaveri mummificati nella zona in cui sorgeva il leggendario villaggio di Saiga. Improvvisamente una delle mummie, che ha lo stesso aspetto della donna che ha compiuto la strage nel villaggio, prende vita e aggredisce l'assistente dell'archeologo, infilzando un pugnale nella sua testa e prendendo così possesso del suo corpo.
Misa Kuroi è una liceale quindicenne. Andata a casa dei suoi amici, si allontana con la compagna Shoko per andare a comprare delle birre. Le due ragazze si accorgono di essere seguite da un uomo, e incontrano il padre di Shoko, un poliziotto, la cui apparizione mette in fuga l'uomo. Tornata a casa, Misa trova tutti i suoi amici massacrati da un uomo che si comporta in modo strano, come se fosse posseduto. L'uomo le chiede se si chiama Misa Kuroi, quindi sta per ucciderla, quando arriva l'uomo che seguiva la ragazza e la salva. I due fuggono, inseguiti dall'uomo, che muore definitivamente quando viene schiacciato dalla macchina che trasporta Misa e l'uomo misterioso.
Misa, terrorizzata, riesce a saltare fuori dalla macchina e si rifugia alla stazione di polizia, dove arriva il padre di Shoko, che è stato posseduto toccando il cadavere dell'uomo che voleva uccidere Misa. La ragazza viene salvata ancora una volta dall'uomo misterioso, che si chiama Saiga e la porta in un appartamento dove Misa scopre alcune fotografie che la ritraggono e un orsacchiotto di peluche. Saiga le racconta una storia di incantesimi e magie, e di una donna chiamata Kirie che subì un incantesimo per essere riportata in vita. L'incantesimo la fece rivivere, ma la trasformò in una belva assetata di sangue, fino a quando sparì, in attesa di tornare per possedere il corpo di una ragazza chiamata Misa Kuroi. Misa si ricorda improvvisamente di Saiga, incontrato quando aveva cinque anni. L'uomo le regalò un medaglione, quindi sparì.
Misa e Saiga si recano all'università di Kanto, dove si trova il corpo mummificato di Kirie. I due vengono raggiunti da Shoko, che è stata posseduta da Kirie quando ha riconosciuto il cadavere del padre. La ragazza insegue Misa e Saiga, fino a quando l'uomo crea una protezione. Saiga confessa a Misa che Kirie era sua moglie, quindi fa addormentare la ragazza e inizia a cercare Kirie. Misa si sveglia e accorre in aiuto di Saiga, aggredito da Shoko. L'uomo però è stato posseduto da Kirie, che viene definitivamente distrutta da Misa, grazie a un incantesimo.
Misa torna nell'appartamento di Saiga e raccoglie la valigia contenente le fotografie e l'orsacchiotto di peluche, quindi si allontana.